# Emil Salomonsson
Emil Salomonsson (* 28. dubna 1989 Örkelljunga) je švédský fotbalista.

## Klubová kariéra
S kariérou začal v Ängelholms FF v roce 2006. V roce 2009 přestoupil do Halmstads BK. V roce 2011 přestoupil do IFK Göteborg. Odehrál 201 ligových utkání a vstřelil 21 gólů. V roce 2019 přestoupil do Sanfrecce Hiroshima.

## Reprezentační kariéra
Salomonsson odehrál za švédský národní tým v letech 2012–2016 celkem 7 reprezentačních utkání.

## Statistiky
| Švédsko | Švédsko | Švédsko |
| Roky    | Záp.    | Góly    |
| ------- | ------- | ------- |
| 2012    | 2       | 0       |
| 2013    | 0       | 0       |
| 2014    | 0       | 0       |
| 2015    | 0       | 0       |
| 2016    | 3       | 1       |
| 2017    | 2       | 0       |
| Celkem  | 7       | 1       |